# 黄馨萱
黃馨萱（Kitten Huang，1973年9月16日—），藝名黃小猫，國立臺灣藝術學院戲劇學系畢業。台湾剧场工作者、自由文字工作者，現為相聲瓦舍編劇群，曾任《大唐馬屁精》排演助理及劇本創作。主要演出作品有《早安夜車》（密獵者劇團）、《一 桌二椅三導演》（外表坊時驗團）、《道德神經》（外表坊時驗團）。
著有有聲書《拗(ㄠˋ)客旅行團》、《摳你己襪！卡卡村》、小說《蟻獸出發》入圍第四屆皇冠大眾文學獎、《是誰在哭》獲教育部文藝獎短篇小說第二名。

## 著作

### 長篇小說
- 《蟻獸出發》（2002年，皇冠）
- 《包子和大寶的愛情故事》（2002年，紅色文化）
- 《海豚紀念日》（2004年，寶瓶文化）
- 《愛在黑暗璀璨時》（2019年，白象文化）

## 歷年相聲演出作品
- 2004年【小華小明在偷看】
- 2004年【記得當時那個小】
- 2007年【第十九屆新春賀歲聯歡晚會】
- 2007年【借問ㄞˋ教授(借問ㄞˋ教授:誰殺了羅伯特)】
- 2018年【我不要演癩蛤蟆】

## 編劇作品
- 2019年：華視 《俗女養成記》
- 2021年：華視 《俗女養成記2》
- 2024年：Netflix 《影后》

## 演出作品
- 2019年：華視 《俗女養成記》 鋼琴老師

## 獎項紀錄
| 年份   | 頒獎典禮     | 獎項                     | 作品            | 結果 |
| ------ | ------------ | ------------------------ | --------------- | ---- |
| 2020年 | 第55屆金鐘獎 | 迷你劇集／電視電影編劇獎 | 《俗女養成記》  | 提名 |
| 2022年 | 第57屆金鐘獎 | 戲劇節目編劇獎           | 《俗女養成記2》 | 獲獎 |

## 外部連結
- 黃小貓寫字台（页面存档备份，存于） - PChome 個人新聞台
- 黄馨萱的Facebook專頁
- 相聲瓦舍（页面存档备份，存于）